# Skupina velkolistých lip ve Sluhově
Skupina velkolistých lip ve Sluhově je skupina dvou památných stromů v obci Sluhov jihovýchodně od Klatov. Lípy velkolisté (Tilia platyphyllos Scop.) rostou u křížku v centru osady Sluhov, jde o stromy středního stáří v dobrém zdravotním stavu. Kmeny jsou bez výraznějšího mechanického poškození, koruny mírně jednostranné, větší prosychání nebylo zjištěno (šetření 2005). Stromy jsou chráněny od 29. listopadu 2005 jako krajinná dominanta, esteticky zajímavé stromy.

## Památné stromy v okolí
- Hradištský buk
- Lípa v Číhani
- Sluhovská lípa